# 昂杜耶-讷维尔
昂杜耶-讷维尔（法語：Andouillé-Neuville，法語發音：[ɑ̃duje nøvil]）是法国伊勒-维莱讷省的一个市镇，位于该省中北部，属于雷恩区。该市镇由昂杜耶（Andouillé）和讷维尔（Neuville）两个教区合并而成。

## 地理
昂杜耶-讷维尔（48°17'37"N, 1°35'24"W）面积12.61 平方千米，位于法国布列塔尼大區伊勒-维莱讷省，该省份为法国西北部沿海省份，位于布列塔尼半岛东部，北濒大西洋，西接阿摩尔滨海省和莫尔比昂省，南至大西洋卢瓦尔省，西南端接曼恩-卢瓦尔省，东临马耶讷省，东北与芒什省接壤。
与昂杜耶-讷维尔接壤的市镇（或旧市镇、城区）包括：欧比涅、凡镇、加阿尔、圣欧班多比涅、伊勒河畔圣梅达尔、布列塔尼地区桑斯。

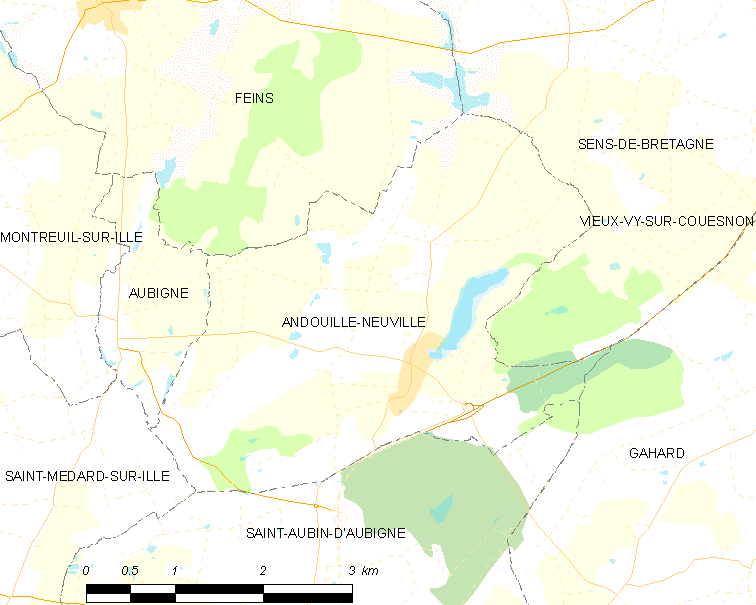
昂杜耶-讷维尔的OSM定位图

昂杜耶-讷维尔的时区为UTC+01:00、UTC+02:00（夏令时）。

## 行政
昂杜耶-讷维尔的邮政编码为35250，INSEE市镇编码为35003。

## 政治
昂杜耶-讷维尔所属的省级选区为瓦勒库埃农县。

## 人口

1962-2008年间昂杜耶-讷维尔人口变化图示

昂杜耶-讷维尔于2022年1月1日时的人口数量为1006人。